# Martello-torony

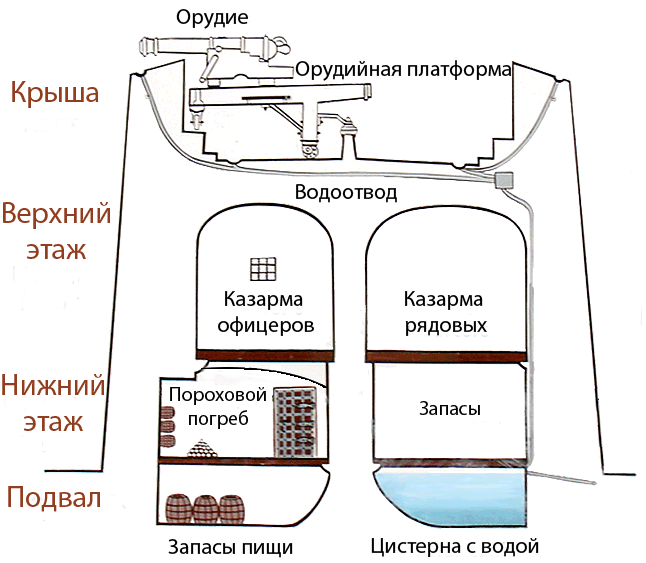
Egy martello-torony felépítése (orosz feliratokkal)

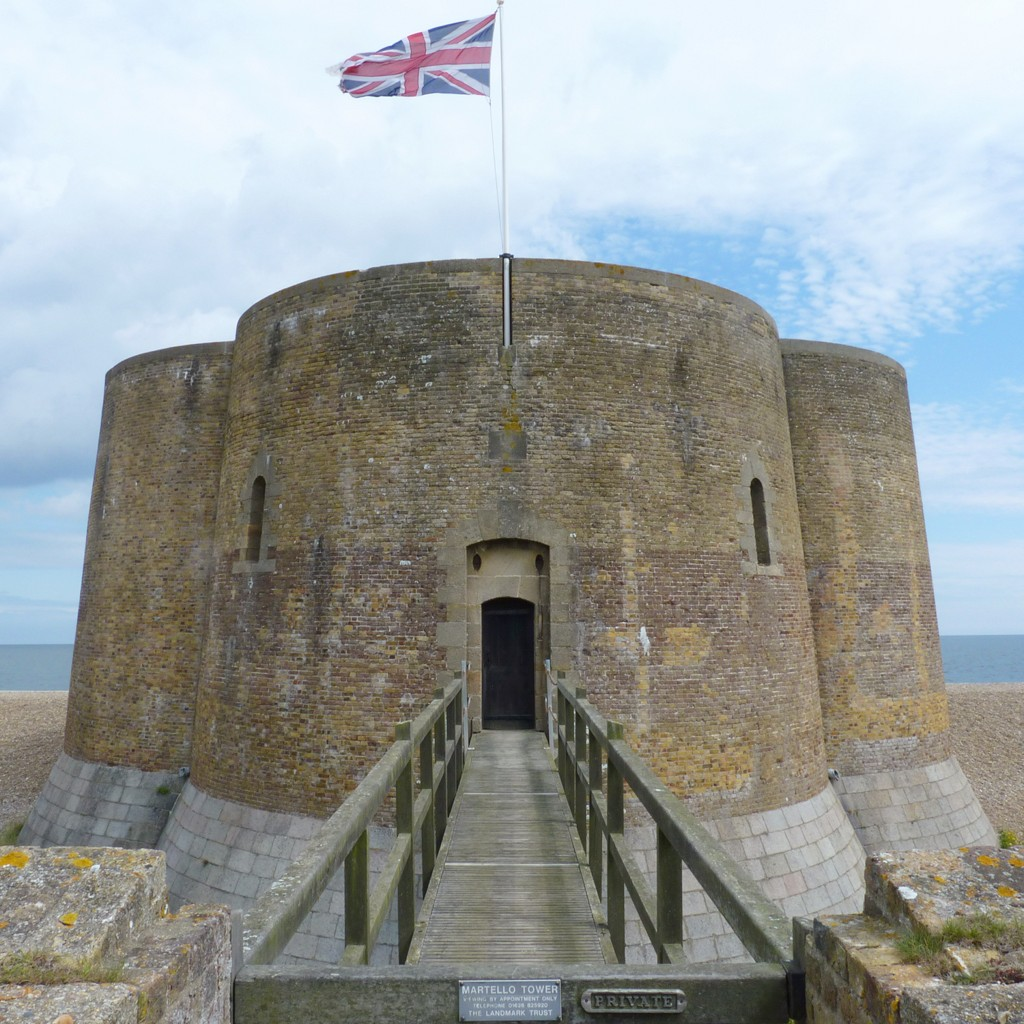
Az aldeburghi összetett martello-torony frontális nézete

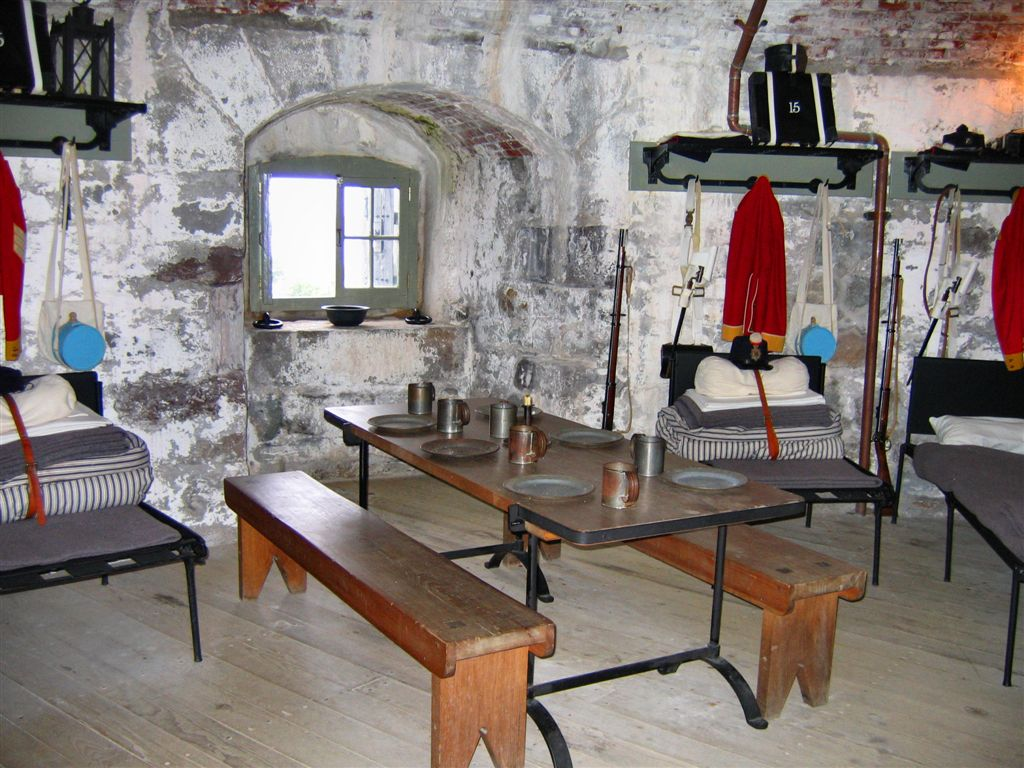
A carletoni martello-torony berendezése

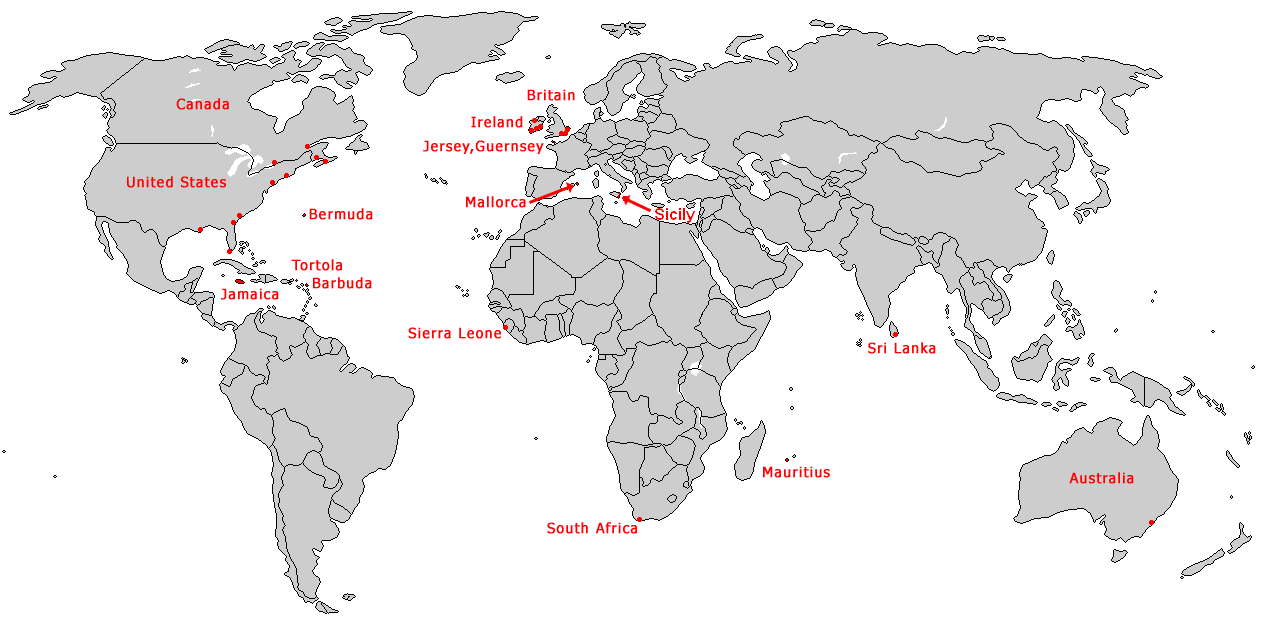
Martello-tornyok szerte a világban

A martello-torony kis, kerek, jellemzően partvédő ágyútorony minimális védőrséggel (többnyire egy tiszt és 15–25 tüzér) 1–3 nehéz löveg számára. Nevét a Genovai Köztársaság által 1565-ben Szardínia partjának védelmére emelt és Martellónak nevezett toronyról kapta; ezt Giovan Giacomo Paleari Fratino (el Fratin) tervezte.

## Története
Az első kerek tornyokat a korzikaiak építették a 15. században, hogy védjék partjaikat az észak-afrikai kalózoktól. Ezek ajtaja jellemzően 5–6 méterrel a föld felett nyílt, és csak a toronyba felhúzható létrán lehetett elérni. A torregianinak nevezett toronyőrséget a környező falvak fizették. A helyi milíciákat a torony tetején gyújtott tűzzel riasztották. Az 1521–26-os itáliai háború idején V. Károly német-római császár is emeltetett hasonlókat Szardínia és Korzika védelmére.
Ágyúkat először a genovaiak által épített, új típusú tornyokban helyeztek el; ezek voltak az úgynevezett „genovai tornyok”. Egyikük lett az építménytípus névadója. San Fiorenzo ostromának részeként ugyanis 1794. február 7-én két brit hadihajó, a 74 ágyús HMS Fortitude és a 32 ágyús HMS Juno sikertelenül támadta az angolul Mortella Pointnak nevezett tornyot, amit csak a sir John Moore vezette szárazföldi erők tudtak két napos, heves ostrommal elfoglalni. A védelem hatékonyságától lenyűgözött angolok ezután sorra építették a hasonló tornyokat szerte a világban.
A legtöbbet a Brit Birodalom partvidékein emelték még a francia forradalom idején, de a szokás később is fennmaradt. Többségüket a 19. század közepéig használták — ekkorra a tüzérség fejlődése miatt elavultak. A 19. század második felében a Brit Birodalomban a lord Palmerstonról elnevezett és ugyancsak kerek Palmerston-tornyok váltották fel őket.

## Elterjedése
A fentieknek megfelelően a legtöbb ilyen torony az egykori a Brit Birodalom partvidékein áll, de ritkábban más országok védművei közt is előfordul. A szerte a világon található tornyokról nagy összesítést közöl az angol Wikipédia. De ez az összesítés sem teljes: hiányzik belőle például a Fuerteventura szigetén, Caleta de Fuste városkában 1743-ban épült partvédő torony.

## Az épület
A kör alaprajzú, terméskőből rakott tornyok jellemző magassága 10-12 méter, jellemző átmérője 11-12 méter. Belső helyiségei általában boltozottak. A tetején alacsony mellvéd mögött alakították ki a lövegpadokat. Többnyire kétszintesnek építették: az alsóban voltak a raktárak, a felsőben laktak a katonák. Általában volt kútja vagy ciszternája. A bejárat oltalmazására az ajtó felett, az emeleten szuroköntő nyílást alakítottak ki. Némelyiket várárokkal övezték és/vagy más, kiegészítő védművekkel látták el.
A kerek torony jól ellenállt a becsapódó ágyúgolyóknak és egyúttal (az ágyúk mozgatásával) tökéletes, 360 fokos kilövést tett lehetővé.

## Fordítás
- Ez a szócikk részben vagy egészben  a   Martello tower című angol Wikipédia-szócikk ezen változatának fordításán alapul.  Az eredeti cikk szerkesztőit annak laptörténete sorolja fel. Ez a jelzés csupán a megfogalmazás eredetét és a szerzői jogokat jelzi, nem szolgál a cikkben szereplő információk forrásmegjelöléseként.